# Wenigzell
Wenigzell osztrák község Stájerország Hartberg-fürstenfeldi járásában. 2017 januárjában 1403 lakosa volt.

## Elhelyezkedése

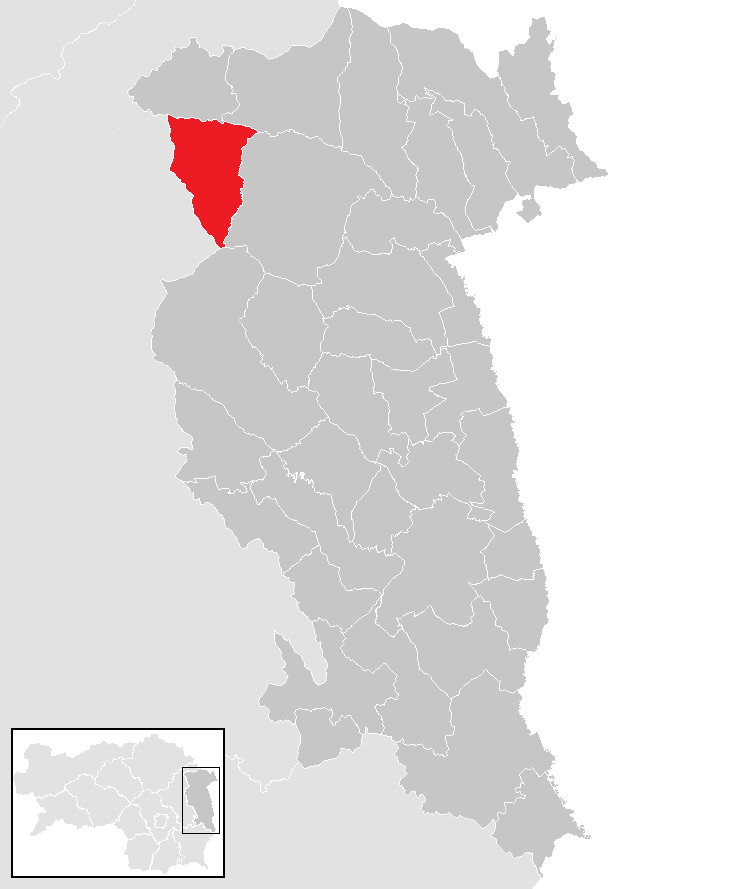
Wenigzell a Hartberg-fürstenfeldi járásban

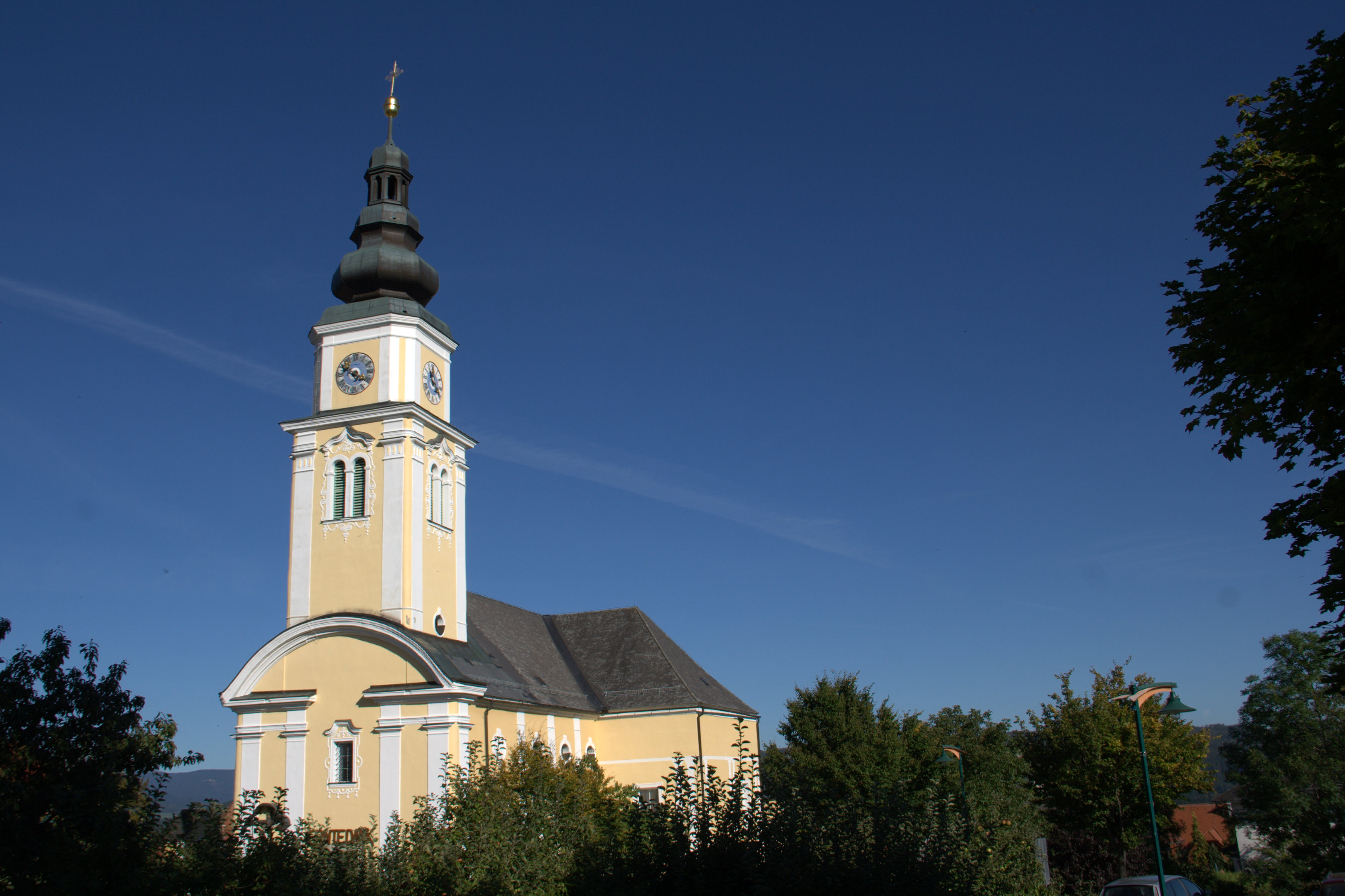
A Szt. Margit-plébániatemplom

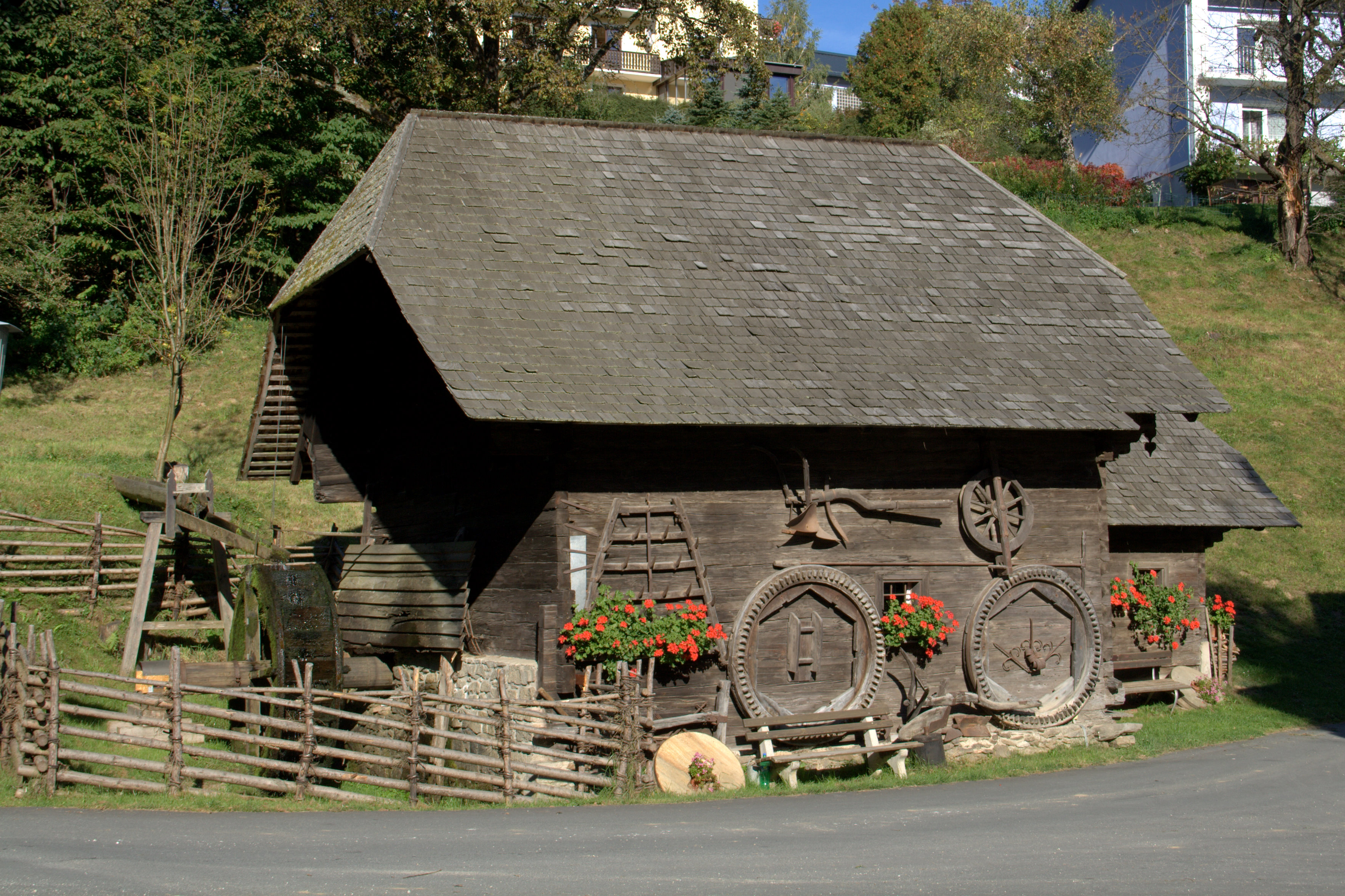
A falumúzeum

Wenigzell a Joglland dombságán fekszik, a járás északnyugati határán. Az önkormányzat 4 települést egyesít: Kandlbauer (182 lakos), Pittermann (725), Sichart (223) és Sommersgut (305). A polgármesteri hivatal Pittermannban található.  
A környező önkormányzatok: északra Sankt Jakob im Walde, északkeletre Waldbach-Mönichwald, keletre Vorau, délre Pöllau, délnyugatra Miesenbach bei Birkfeld, nyugatra Strallegg. 	

## Története
A mai község területét 1141-ben kapta meg a salzburgi érsektől Wolfrad von Treffen gróf, aki szülőhazájából sváb telepeseket hozatott stájerországi birtokára. A gróf az erdeje egy részét a szomszédos voraui apátságnak adományozta, ahol a szerzetesek felépítették a Szt. Margitnak szentelt kápolnát, amely először 1209-ben jelenik meg az írott forrásokban. A kápolna köré fokozatosan egy falu telepedett, amelyre már 1200 körül történt utalás. 1220 körül már önálló egyházközséggé vált, első ismert plébánosa egy bizonyos Heinrich 1250-ből.   
A reformáció idejében Wenigzell hű maradt a katolicizmushoz, feltehetően a kolostor közelsége miatt. 1692-ben a helyi plébános, George Tentius XII. Ince pápa engedélyével testvériséget alapított Szt. Patrik emlékének ápolására. Ezután a falu temploma népszerű Szt. Patrik-búcsújáró hellyé vált; annyira, hogy 1716-ban a szent napján a tömegben agyonnyomtak egy zarándokot. A templomot 1721-ben a neves barokk festő, Johann Cyriak Hackhofer díszítette freskóival.
A zarándokok ellátása érdekében 1733-35 között kibővítették a templomot, amely látványos barokk dekorációt és összesen öt oltárt kapott. II. József idejében a zarándoklatokat betiltották, de a 19. század elején a búcsújáró hely ismét megkezdhette működését. 
A második világháború végén a térségben súlyos harcok dúltak az orosz és a német hadsereg között. Wenigzell épületeinek nagy része - közte a templom - a szovjet támadás áldozatává vált, mert azt hitték, hogy fegyvereket raktároznak a faluban. A háború után a templomot újjáépítették; új tetőt, ablakokat és harangot kapott. 
Wenigzell a háború után népszerű nyaralóhellyé vált, főleg a bécsiek látogatják. A turisták részére mezítlábas ösvényt, falumúzeumot és fürdőt létesítettek. 

## Lakosság
A wenigzelli önkormányzat területén 2017 januárjában 1403 fő élt. A lakosságszám 1981-ben érte el a csúcspontját 1667 fővel, azóta csökkenő tendenciát mutat. 2015-ben a helybeliek 96,5%-a volt osztrák állampolgár; a külföldiek közül 0,8% a régi (2004 előtti), 1,1% az új EU-tagállamokból érkezett. 0,1% a volt Jugoszlávia (Szlovénia és Horvátország nélkül) vagy Törökország, 1,6% egyéb országok polgára. 2001-ben a lakosok 97,8%-a római katolikusnak, 0,6% evangélikusnak, 0,7% pedig felekezet nélkülinek vallotta magát. Ugyanekkor 5 magyar élt a községben.

## Látnivalók
- a Szt. Margit-plébániatemplom
- az 1586-ban épült plébánia
- a falumúzeum

## Fordítás
- Ez a szócikk részben vagy egészben  a   Wenigzell című német Wikipédia-szócikk ezen változatának fordításán alapul.  Az eredeti cikk szerkesztőit annak laptörténete sorolja fel. Ez a jelzés csupán a megfogalmazás eredetét és a szerzői jogokat jelzi, nem szolgál a cikkben szereplő információk forrásmegjelöléseként.